# Jack Roxburgh
Pour les articles homonymes, voir John Roxburgh et Roxburgh.
John Maxwell Roxburgh (14 février 1901-27 février 1975) est un agriculteur, fruiticulteur, homme politique et administrateur de hockey sur glace canadien de l'Ontario. Il est député fédéral libéral de la circonscription ontarienne de Norfolk de 1962 à 1968. 

## Biographie
Né à Phoenix dans le Territoire de l'Arizona, Roxburgh s'établit ensuite à Cache Bay avec sa famille durant sa jeunesse. Il étudie à Sturgeon Falls et gradue de la Ontario Agricultural College (en) de Guelph en 1926 avec une spécialisation en horticulture.
Après avoir travaillé dans une cannerie dans le comté de Wellington, il s'établit ensuite dans le comté de Norfolk. En 1928, il participe à la ferme sur la dinde du Gouvernement de l'Ontario près de Turkey Point. En 1929, il fait l'achat d'un élevage de 1 700 dindes dans une ferme de Woodhouse Township et remporte des prix dans la Royal Agricultural Winter Fair (en) durant l'Exposition universelle de 1933 de Chicago.
Durant les années 1930, il sert comme président de la Ontario Turkey Breeders Association pendant trois ans et travaille dans une entreprise d'assurance vie. Il siège également au conseil municipal de Woodhouse Township. En 1941, il cultive un verger, des cerises, des pêches et des fraises et sert également comme secrétaire de la Norfolk Federation of Agriculture.
Il organise un tournoi de hockey mineur dans sa ville de Simcoe et devient cofondateur de la Ontario Juvenile Hockey Association en 1934 et de la Ontario Minor Hockey Association (en) en 1940. Président de la Ontario Hockey Association de 1950 à 1952, il améliore les finances de l'organisation qui devient rentable et nomme Bill Hanley (en) comme dirigeant permanent des opérations de l'association. De 1960 à 1962, il est président de l'Association canadienne de hockey amateur et contribue à la dispute de parties de hockey entre le Canada et l'Union soviétique ce qui contribue à l'augmentation de la rivalité entre les équipes nationales et favorise la séparation entre la politique et le sport alors que la guerre froide menace d'annuler le championnat du monde de hockey sur glace 1962.
Opposé au remplacement du serment olympique et au changement de la définition international de l'amateurisme sportif, il recommande la formation d'une équipe d'étudiants-athlètes entraînée par le père David Bauer et qui deviendra l'équipe du Canada de hockey sur glace masculine.

## Politique
Élu en 1962, Roxburgh fait partie avec Red Kelly des Maple Leafs de Toronto et l'arbitre Rodger Mitchell des députés élus issu du monde du hockey. 
Réélu en 1963 et 1965, il fait la promotion de l'entrainement physique et la défense de l'industrie du tabac durant ses trois mandats.
Il contribue également à faire du hockey sur glace le sport national du Canada délogeant la crosse. Le débat survient durant le débat sur l'adoption du drapeau du Canada en 1964.

## Après la politique
Défait en 1968 dans la nouvelle circonscription de Norfolk—Haldimand, Roxburgh passe ses hivers à Englewood en Floride. Hospitalisé à la suite d'un accident où son bateau entre en collision avec un mur de soutènement dans l'obscurité, il est envisagé de le rapatrier au Canada. Son état se détériorant, il décède à l'Hôpital de Venice en 1975,.